# 대한민국의 아이폰 출시

이 문서에서는 대한민국에서 아이폰이 출시되는 과정과 그로 인한 대한민국의 변화에 대해 서술한다. 아이폰은 대한민국에 출시되기까지 여러 가지 우여곡절이 많았다. 또한 이러한 과정에서 각종 의혹과 음모론이 제기되기도 했다. 대한민국의 이동통신사들은 아이폰으로 인한 데이터 통신료 수입 감소 등을 우려하여 스마트폰의 활성화에 회의적인 입장을 보였고, 그로 인해 억제되어 왔던 소비자들의 욕구가 아이폰의 출시로 인해 폭발하듯이 표출되면서 대한민국의 스마트폰과 IT 분야에서 큰 변화를 이끌어냈다는 평가를 받고 있다.

## 출시 과정(2007년 ~ 2009년)

### 위피 탑재 의무화 폐지

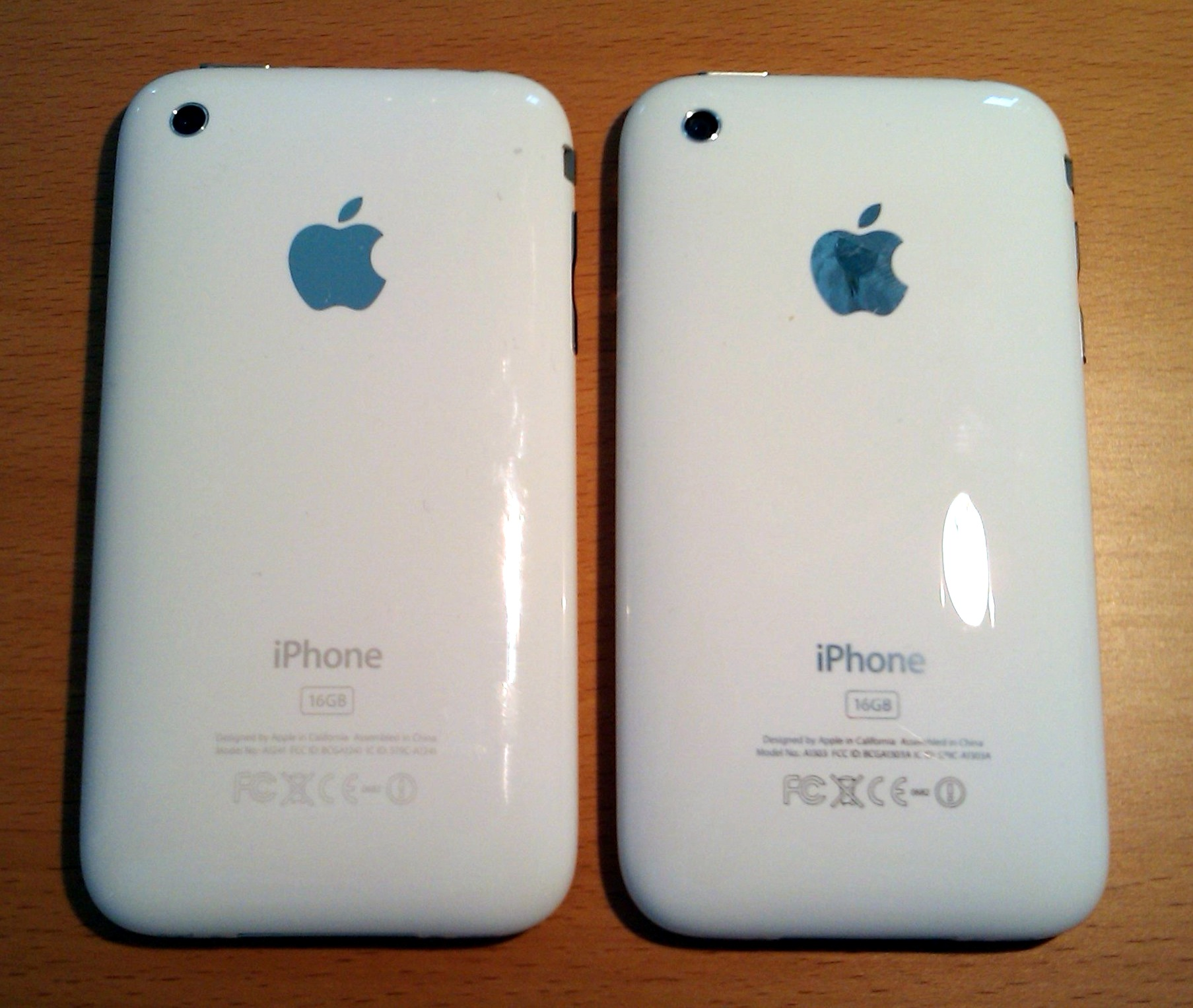
아이폰 3G와 3GS 뒷면

2007년 1월에 애플이 아이폰을 처음 발표 할 때부터 대한민국은 출시국가 목록에서 제외되어 있었는데 가장 큰 이유로 모든 휴대 전화에 WIPI(위피)를 의무적으로 탑재하도록 한 제도가 꼽힌다. 이는 아이폰 뿐만 아니라 외산 휴대 전화 업체들 모두 진입을 가로막는 장벽으로 지적되어 왔다. 휴대 전화 제조업체별로 각기 다른 플랫폼을 사용하는 것이 비효율적이고, 소프트웨어 개발 비용을 줄이며, 자국내 휴대 전화 및 콘텐츠 업체들을 보호하여야 한다는 목적으로 생긴 이 제도는 그 목적이 달성되었다는 점과 소비자들의 선택권을 제한한다는 지적 에 따라 2009년 4월 1일에 폐지되었다.

### 협상 과정과 출시
이후에 iPhone 도입을 위한 협상이 KT를 중심으로 적극적으로 추진되어 왔으나 보조금과 요금제, 애플이 요구하는 무선 인터넷 개방 서비스 등 여러 가지 협상 조건에서 의견 차이를 좁히지 못하고 자꾸 연기되어 왔으며, 이를 두고 '다음달폰'이라는 별명이 생기기도 하였다. 아이폰 도입을 기다릴 수 없던 일부 얼리어답터들은 아이폰의 전자파 인증 이후에 해외에서 사들여 온 아이폰을 직접 개인 인증을 하여 개통시키기도 하였다.
아이폰의 출시와 관련해서 무성한 소문들이 계속되자 KT는 "아이폰에 대한 지나친 기대를 하지 말아달라"며 과열을 우려하였다. 이렇게 출시가 연기되는 상황에서 '방통위가 아이폰의 출시를 막고 있다'거나, 데이터 통화료 수입이 줄어들 국내 이동통신사와, 판매량이 줄어들거라 예상되는 국내 휴대 전화 제조업체들이 아이폰 도입을 막고 있다는 주장이 제기되기도 하였다. 실제로 삼성전자 이재용 부회장은 SK그룹 최태원 회장에게 "아이폰 도입을 유보해 달라"고 요청한 적이 있었고, SK텔레콤은 그에 따라 아이폰 도입을 미룬 것으로 드러났다. 통신사들도 아이폰 출시로 인한 데이터 수입이 줄어들 것을 우려하여 이러한 스마트폰의 출시를 최대한 막으려 한 것도 공공연한 사실로 받아들여지고 있다. 훗날 이석채 KT 회장은 사내 직원들에게 보낸 이메일에서 "혁신의 아이폰을 도입했지만, 우리는 두 재벌회사가 그렇게 강력한 차단에 나설지 예상하지 못했다"라며 대한민국 재벌이 아이폰 도입을 막았음을 밝히기도 했다.
우여곡절 끝에 2009년 9월에 협상이 급진전 되어 출시가 임박하였다는 소식이 나왔고, 이후 협상이 완전히 타결되어, KT는 11월 22일에 판매 예약신청을 받았고, 11월 28일에 공식적으로 출시하였다. 도입 첫날에는 해외에서 아이폰 발매 때처럼 '줄서기 마케팅'을 하여 수백여명이 아이폰을 받기 위해 밤새워 줄을 서 화제를 불러 일으켰다.
그러나 출시되는 과정에서 약간의 혼란이 빚어져 KT측이 사과하는 소동이 벌어지기도 했다. KT는 2009년 11월 22일 12시 정각부터 자사가 운영하는 폰스토어를 통해 예약 가입을 진행하였다. 최초 KT는 공지에서, '11월 28일부터 순차적으로 배송 가능함'을 내세웠으나, KT에서 운영하는 공식 트위터에서는 '11월 28일부터 받아 볼 수 있습니다'라고 밝혀 아이폰을 신청하고자 하는 사람들이 혼란을 겪었으며, 접속량에 대한 대비를 하지 못한 상황에서 예약이 폭주하여 관련 홈페이지가 한때 마비되기도 했다. 또한 KT는 물량을 배송하는 과정에서 투입된 인력이 부족하여 배송이 일부 늦어지기도 하였다. 이 때문에 일부 구입자들은 우체국에 직접 찾아가 수령하기도 하였다. 이러한 비판 여론이 일자 KT는 폰스토어 홈페이지의 공지사항란을 통해 사과문을 발표하였으며, 이후 폰스토어 아이폰 예약가입 고객 전원에게 3개월간 매월 무선데이터 500 MB 무료 추가 제공 등을 골자로 하는 보상안을 발표하였다.

### SK텔레콤과 LG U+
KT가 아이폰을 출시한 이후 도입을 추진해왔던 SK텔레콤은 애플과의 협상 의견을 좁히지 못하고 도입을 포기했다는 관측이 나왔으나, SK텔레콤 측은 "계속 애플과 논의중이며 도입할지 포기할지 아직 결정된 것은 없다"고 밝혀왔다. SK텔레콤은 삼성과의 관계 때문에 아이폰을 도입할 가능성은 매우 낮다는 분석이 나왔으며, SK텔레콤측은 아이폰으로 인한 가입자 이탈을 막기 위해 꾸준히 도입설을 흘리기도 했다. 하지만 2년째 아이폰을 도입하지 않았으며 아이폰의 출시 초기부터 SK텔레콤은 유심 칩을 교체하면 SK텔레콤에서도 아이폰의 개통이 가능하다는 이야기를 흘려 실제로 이러한 방법을 통해서 아이폰을 개통한 유저들도 있었다.
이후 애플과 SK텔레콤의 협상이 진전되어 2011년 2월 24일, SK텔레콤은 3월부터 아이폰을 출시한다고 밝혔다.
한편, LG U+는 K-PCS 주파수 방식을 독자적으로 사용하므로, SK텔레콤이나 KT 등 타 이동통신 업체에서 제공하는 3세대 이동 통신 방식(W-CDMA)이 아닌, 아이폰에서 지원하지 않는 독자적인 통신 방식 3G (CDMA 2000 EV-DO 리비전 A)으로 서비스를 제공하고 있기 때문에 도입 자체가 불가능하였다. 하지만 LG U+는 2013년 7월부터 LTE 단말에는 아예 3G CDMA를 빼버리는 대신, 100% LTE 전용으로 작동하는 GSM 단말로만 내게 된다. 즉 음성통화를 100% VoLTE로만 처리하므로 음성통화의 통신방식도 문제가 없어지게 된다. 아이폰6부터는 VoLTE를 지원하게 되면서 LG U+도 아이폰 출시가 가능해졌고, 2014년 10월 31일에 이통 통신 3사가 모두 동시에 아이폰을 출시할 수 있게 되었다.

## 출시 후 판매량과 영향력

### 출시 직후

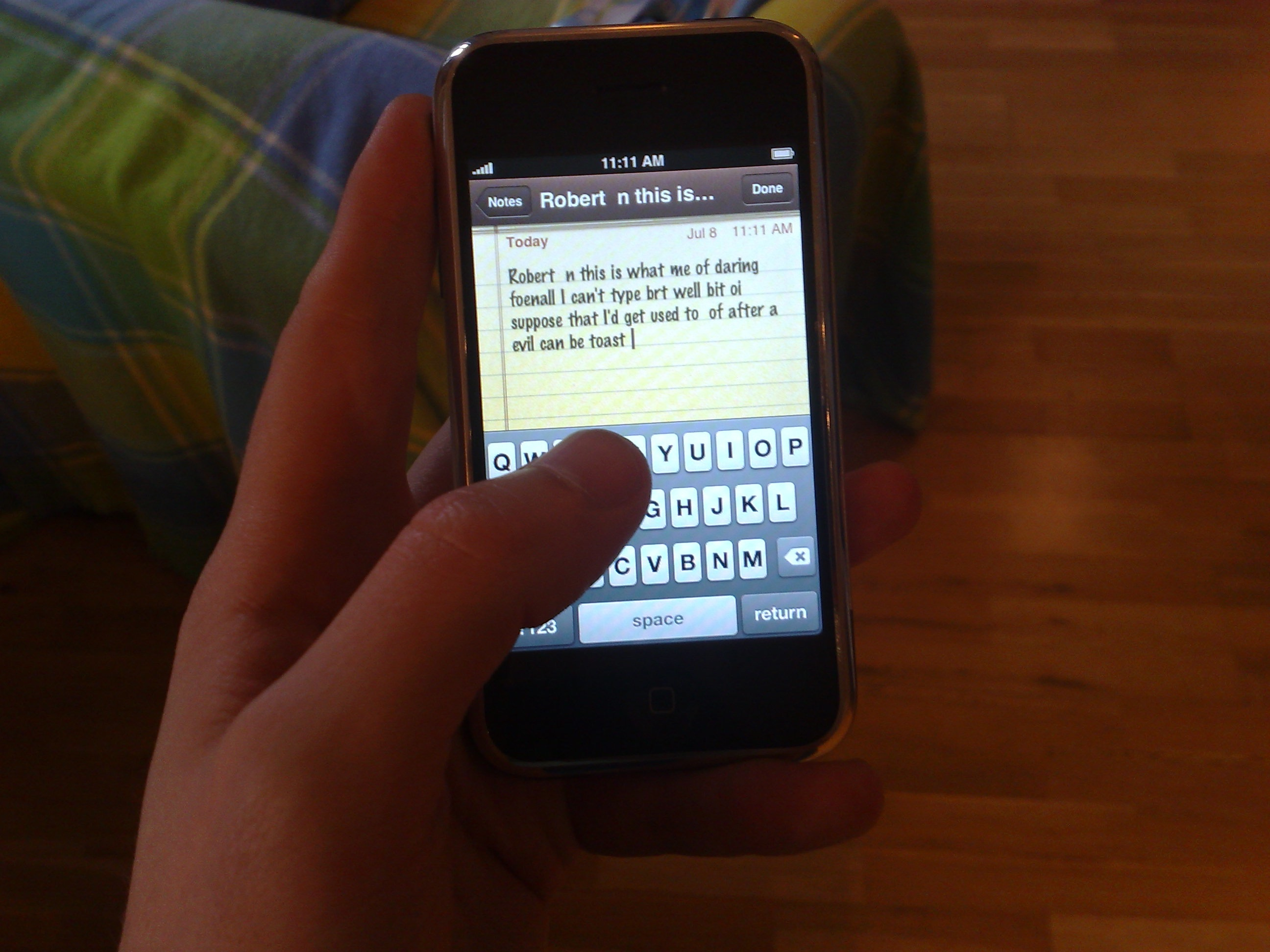
메모장을 실행중인 아이폰

아이폰은 대한민국에서 출시되자마자 상당한 파장을 불러 일으켰으며 고가의 스마트폰임에도 불구하고 단기간에 많은 판매량을 기록하였다. 출시 전의 예약자만 4~6만 명에 달했고, 출시 10일 만에 판매량 10만 대를 돌파하였다. 이는 출시 한 달 만에 누적 판매량 7만 대를 돌파한 옴니아 II의 판매량보다 월등히 많은 것이다. 아이폰 출시로 인한 다른 통신사들의 가입자 이탈이 발생하기도 하였는데 그중에 SK텔레콤의 가입자 이탈이 가장 많은 것으로 드러났다.

### 경쟁 업체들의 대응
애플의 경쟁사인 삼성전자와 LG전자도 아이폰에 대응하기 위해 옴니아2 등의 스마트폰 가격을 인하하고, KT의 경쟁사인 SK텔레콤도 타사 스마트폰에 대한 보조금을 인상하여 삼성 옴니아2 모델은 더 저가형인 햅틱 아몰레드보다 가격이 더 저렴해지는 기현상이 발생하여 햅틱 사용자들과, 보조금 인상 이전에 구입한 옴니아2 구입자들이 반발하는 일이 벌어지기도 하였다. 삼성전자와 LG전자는 또한 구글의 안드로이드 운영 체제를 탑재한 스마트폰을 출시하기로 하여 본격적인 스마트폰 경쟁이 시작되는 계기가 되었다. 이렇게 아이폰이 인기를 끌고 있는 상황에서 위기감을 느낀 SK텔레콤과 삼성은 개그콘서트의 한 코너인 '남보원'을 패러디하여 아이폰을 폄하하고 옴니아의 성능을 강조하는 UCC를 배포하여 네티즌들 사이에 화제가 되기도 하였고, SK텔레콤은 아이폰에 대한 댓글 알바를 모집하는듯한 공모를 하거나, 광고매출의 상당부분을 차지하는 삼성을 위해서 대한민국 언론사들이 아이폰을 비판하는 기사들을 쏟아내는 등 경쟁 관계에 있는 휴대 전화 제조사들과 통신사들의 전방위적인 아이폰 방어 대책들이 나오기도 하였다. 또한 휴대 전화 매장 직원들은 아이폰을 사러 온 사람들에게도 옴니아를 권하는 경우가 대부분이었는데 그 이유는 삼성이 옴니아를 판매할 경우 10만원 이상의 보조금을 판매자에게 지급하였기 때문이었다. 이는 결국 가격 거품으로 이어지는 것이기도 했으며 품질보다는 유통망으로 승부한다는 지적이 나오기도 했다. 당시 삼성이 내놓은 옴니아의 광고와 성능에 대해 비판이 일기도 했다. 당시 옴니아는 아이폰에 비해서 스마트폰의 기본적인 기능인 애플리케이션 종류가 훨씬 적은데다 실행속도가 느리고, 인터페이스가 어렵고 복잡했으며 오류도 잦았으나 삼성은 '손톱으로 터치가 가능한가', '카메라 플래시가 있는가', '교체형 배터리인가', 'DMB는 되는가' 등의 부수적인 부분을 강조하여 아이폰보다 우월하다는 광고를 대대적으로 게시했다. 이러한 마케팅으로 인해 옴니아의 판매량은 늘었으나, 차후 옴니아의 성능에 실망한 유저들은 삼성의 과장광고와 OS 업데이트 거부에 반발하였으며 보상판매를 요구하기도 하며 삼성에 대한 집단 소송을 제기하기도 했다. 안티로 돌아선 일부 유저들은 '옴니아'를 '쓰레기'와 합성하여 '옴레기'라고 불렀다. 나아가 삼성전자 사장은 아이폰이 인기 원인에 대해 "극성스런 네티즌들이 많아 지나치게 관심이 늘었고 필요 없는 사람들도 사면서 더 팔렸다"며 아이폰의 인기를 외면하는 모습을 보이기도 했다. 그럼에도 불구하고 포털사이트 다음과 두산, 진보신당, KTH, 오마이뉴스 등은 전직원 또는 일부 직원들에게 아이폰을 지급 또는 선택지급하기도 하였다.

### KT와 삼성전자의 불화
아이폰을 도입한 이후로 KT와 삼성전자간의 불화가 일기 시작하였다. 아이폰 출시로 인해 스마트폰 부분에서 삼성은 매출과 이미지에 타격을 입었으며, 삼성의 대표적인 스마트폰인 옴니아2의 만족도 조사와, 스마트폰 선호도 조사에서 삼성은 애플에 크게 떨어져 굴욕을 맛보아야 했다. 삼성은 그에 따라 KT에 대한 불편한 심기를 감추지 않았으며, 이후 삼성의 각종 스마트폰 출시에서 KT가 제외되거나, 보조금 지급 대상에서 제외되거나, 업그레이드를 해주지 않거나, 심지어 '쇼옴니아' 명칭 조차 사용할 수 없게 하는 등 KT에 대한 삼성의 차별이 시작되었다. KT는 아이폰을 출시함으로 인해 큰 영향력을 행사하는 계기가 되었으나, 대한민국 최대 휴대 전화 제조사인 삼성과의 불화로 인해 대한민국의 스마트폰을 원활하게 확보하기가 어렵게 되는 위기에 처하기도 하였다. 이후 SK텔레콤을 통해서 출시된 삼성의 스마트폰 '갤럭시' 시리즈도 몇개월 이상 지나서 KT에서 출시되었으며 삼성의 '바다' 운영 체제를 탑재한 '웨이브2'는 KT에서 아예 출시 할 계획이 없는 것으로 알려졌다. 이와는 별개로 웨이브3는 KT에 정상적으로 출시되었다.
이렇게 KT가 삼성에게 차별을 받고 있는 상황을 IT 업계에서는 "KT가 국내 휴대 전화 단말기와 통신 서비스업체 사이에 묵시적으로 합의한 스마트폰 무시 전략을 눈치 없이 깨고, 아이폰이라는 금단의 열매를 베어 문 탓에 박해를 받고 있다"고 분석하기도 한다. KT의 이석채 회장은 삼성에 대해 "기업을 하는데 감정을 갖고 있으면 안 된다"고 말하거나, 쇼옴니아 명칭을 사용할 수 없게 하는데 대해 "쇼옴니아는 아버지를 아버지라 부르지 못하는 홍길동 신세"라고 하는 등 삼성에 대해 불편한 심기를 드러내기도 하였다. 삼성과 KT의 불화는 2011년 3월, SK텔레콤에서 아이폰을 출시하면서 사그라들었다.
한편, 스마트폰 부분에서 아이폰에 굴욕을 맛보았던 삼성은 SK텔레콤과 협력을 더욱 긴밀하게 유지하고 있으며, SK텔레콤은 2010년 2분기에만 10종의 스마트폰을 출시하기로 하는 등 아이폰으로 인해 놓쳤던 주도권을 잡기 위한 반격을 시작하였다.

### 이후 판매량
2010년 5월, 아이폰은 판매량 70만 대를 돌파하였다. 50만 대에서 60만 대까지 10만 대를 판매하는데 27일이 걸렸으나 60만 대에서 70만 대를 돌파하는데에는 25일이 걸려 판매량 증가 속도는 오히려 빨라진 것으로 드러났다. KT측에 의해 공격적인 마케팅이 없었음에도 불구하고 이렇게 판매량 속도가 더 증가하는 이유는 기존 사용자들의 적극적인 활용으로 인해 입소문이 퍼졌기 때문으로 분석된다. 2010년 10월에는 100만 대를 돌파했다. 2010년 11월에는 총 가입자 수가 162만 명이 되었다. 이후 아이폰 4가 발매되어 아이폰의 판매량은 지속적으로 늘었고, 2011년 1월 23일 누적 판매량 200만 대를 돌파했다. 아이폰의 인기에 힘입어 애플코리아의 매출도 2009년에 비해 10배 이상 급증해 1조 5000억~2조원의 수익을 올렸다.

## 대한민국에 던진 과제

### 아이폰의 인기 원인

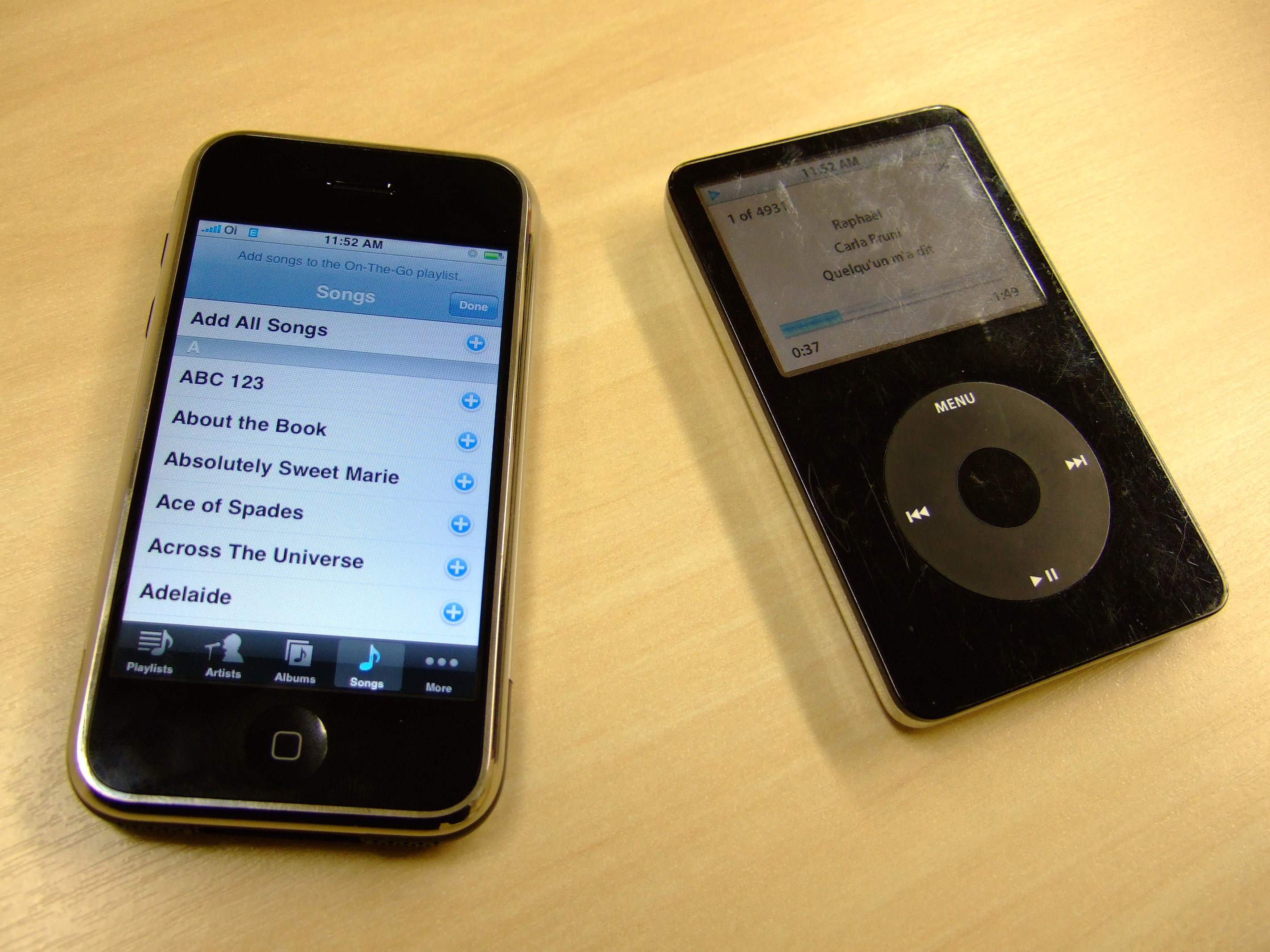
아이폰과 아이팟

대한민국의 휴대 전화들은 통신사들이 자사의 단기적인 수익에만 급급한 나머지 휴대 전화의 제조 과정에 개입하여 와이파이를 제거하여 유료인 무선 인터넷 접속을 유도, 과도한 이익을 챙기기 위한 행위나, 수익을 떨어뜨리는 기능들을 삭제하는 정책들 때문에 해외에 판매되는 제품들과 비교해서 스펙다운 논란은 꾸준히 있어왔다. 그러나 아이폰은 통신사의 영향력에서 벗어나 세계 시장에서 출시되는 모델들과 똑같은 스펙으로 발매했기 때문에 큰 인기를 끌게 된 것이라는 분석이 지배적이다. 황상민 연세대학교 심리학 교수는 "그동안 인터넷 사용자들이 가장 원했던 휴대폰을 통한 인터넷 접속을 본격적으로 가능하게 했다는 점에서 아이폰에 대한 광적인 지지는 오히려 자연스러운 것이다"라고 분석하였다. 또한 카메라 화소수나, MP3 플레이어 기능 등 일명 컨버전스형 피처폰의 기능이 한계에 도달해 소비자들이 더 높은 성능의 휴대기기를 갖고자 하는 욕구가 있었음에도 불구하고 통신사와 제조사들이 스마트폰 활성화를 꺼려하여 이러한 욕구가 억제되어 오다가 아이폰으로 인해 폭발하게 되었다는 분석도 존재한다.

### 콘텐츠와 사양 다운
대한민국 휴대 전화 제조사들과, 이동통신사들이 제공하는 애플리케이션 가격에서 콘텐츠 제작자들에게 돌아가는 수익이 5%밖에 되지 않아 다양한 콘텐츠를 확보하지 못했다. 하지만 아이폰은 개발자들에게 돌아가는 수익이 무려 70%에 달해 20만 개가 넘는 방대한 콘텐츠 확보로 인한 판매량 증가는 물론 대한민국에도 제작자들이 대거 참여하는 폭발적인 반응을 일으켰다. 아이폰의 이런 다양한 애플리케이션은 아이폰의 가장 주요한 인기 원인으로 꼽히고 있다. 이에 대해 대한민국 휴대 전화 통신사들이 의도적으로 기능들을 삭제해선 안되며, 다양한 콘텐츠를 확보하는데 주력해야 한다는 지적이 제기되었다. 이러한 문제들 때문에 아이폰이 발매되기 전 세계 휴대 전화 시장에서 점유율 2위를 하고 있는 삼성도 스마트폰 시장 점유율은 2.8%에 불과했으며, 2009년까지 LG는 관련 시장에 진입 조차 못하기도 했다.

## 대한민국에 가져온 변화

### 무선 인터넷 활성화
가장 큰 변화로 와이파이를 비롯한 무선 인터넷의 변화가 꼽힌다. 유선 인터넷의 속도나 보급률 등 인터넷 환경에서 세계 최상위권을 차지하는 대한민국은 그러나 이동통신사들이 휴대 전화에 와이파이 기능 탑재를 거부하며 유료인 3G 인터넷 접속을 유도하였으며, 이러한 무선 인터넷의 요금은 가격도 비정상적으로 비싸 '버튼 하나만 잘못 누르면 요금 폭탄을 맞는다'는 이야기가 나오기도 했다. 그 때문에 사용자들은 무선 인터넷을 거의 사용하지 않았고, 무선 인터넷 환경수준에서 대한민국은 하위권을 기록해 굴욕을 맛보아야 했다. 하지만 아이폰이 출시된 이후로 이동통신사들은 아이폰의 경쟁력에 뒤쳐질 수 없기 때문에 고가의 스마트폰에만 탑재하던 와이파이도 일반폰까지 탑재를 확대시키며, 대한민국 휴대 전화 가입자 점유율 1위인 SK텔레콤은 1000여 곳에 불과한 와이파이존을 2010년 내에 1만여 곳까지 확대하기로 하였으며, 자사의 와이파이망을 타 통신사들에게까지 개방하기로 하였다. KT는 아이폰이 출시되던 당시 1만 650개의 와이파이존이 있었으나, 2010년 9월 2만 7000개를 돌파했으며 2011년까지 10만 개로 늘릴 것이라고 밝혔다. 인터넷 전화 점유율 1위인 LG텔레콤은 MyLG070 사용자들에게 요금 할인혜택을 제공하며 AP(무선 인터넷 공유기) 170만 개를 개방 할 계획을 밝히는 등 무선 인터넷 환경 경쟁도 치열해졌다. 나아가 정부에서도 1조 5000억원을 투자하여 무선 인터넷을 사용할 수 있는 환경을 늘리고 정치권에서도 젊은층의 표심을 잡기 위해 와이파이 설치 공약을 앞세워 내놓기도 했다. 또한 무선 인터넷 요금제도 다양하고 합리적으로 변경되었으며 2010년 8월에는 SKT, 2010년 9월에는 KT에서 무선 인터넷 무제한 요금제가 출시되기에 이른다. 이렇게 투자와 경쟁이 이루어진 이후로 대한민국의 무선 인터넷 환경은 빠르게 좋아졌다. 결국 2010년 7월, 대한민국은 100명당 무선 인터넷 가입자수 세계 2위에 이르게 된다.

### 스마트폰 시장 활성화
대한민국은 아이폰 출시 이전에는 스마트폰 판매량 1위였던 옴니아 시리즈조차 한달에 7만 대밖에 팔리지 않을정도로 시장 규모가 작았다. 하지만 아이폰이 발매되고 크게 인기를 얻자 휴대 전화 제조 업체들은 새로운 스마트폰 발매 계획을 서둘러 세우기도 했다. 2010년, SK텔레콤은 2분기에만 10종의 스마트폰이 출시되었으며, KT도 연내에 15종의 스마트폰을 출시하겠다고 밝혔다. 또한 삼성의 이건희도 경영에 복귀하자마자 스마트폰 부서를 시찰하기도 했다. 이후 발매되는 상당수의 스마트폰들은 언론들에 의해 '대항마'라는 표현이 사용되며 아이폰과 비교 대상이 되었다. 또한 2010년도 까지는 한국시장에서 스마트폰이 활성화가 되지 않다보니 세계 스마트폰 시장에서 낮은 시장 점유율을 차지하고 있던 대한민국의 휴대 전화 제조 업체들이 경쟁을 가속화하기도 했다. 특히 LG는 스마트폰에 대한 대응이 늦어져 주가와 세계 시장 점유율에도 영향을 미치기도 했다. 결국 스마트폰은 IT 분야에서 가장 큰 화두가 되었고, 2010년 스마트폰 판매량은 2009년에 비해서 8.5배라는 경이적인 성장률을 기록하며 아이폰 출시 16개월만인 2011년 3월 스마트폰 1000만 대 시대를 맞게 되면서 스마트폰 보급 시대가 본격적으로 열렸다.

### 앱 스토어 활성화
대한민국의 휴대 전화 제조사들과, 통신사들은 애플의 개방, 협력형 앱 스토어를 운영한 적이 없다. 그러나 아이폰의 수많은 애플리케이션을 보며 중요성을 깨닫게 된 대한민국의 휴대 전화 제조 업체들은 콘텐츠 확보를 위한 앱 스토어 활성화에 노력하기로 하였다. 또한 대한민국의 이동통신 3사는 2011년 6월부터 삼성, LG의 통합 앱 스토어를 운영하기로 하였다. 하드웨어에서 아이폰에 뒤지지 않는다고 평가되던 삼성의 대표적인 스마트폰인 옴니아도 애플리케이션과 OS 완성도에서 아이폰보다 떨어진다는 지적을 받아 고전하던 가운데 삼성의 스마트폰인 갤럭시 S는 안드로이드를 탑재하여 OS와 애플리케이션 부분을 보강했다.

### IE만을 기반으로 한 웹 표준 문제 개혁
대한민국의 웹 시장에서 가장 많은 사용량을 보임과 동시에 가장 큰 문제로 부각되던 것이 바로 ActiveX였다. 마이크로소프트측에서도 ActiveX 관련해서는 부정적 입장을 여러번 보인바 있다. 그러나 대한민국은 90%가 넘는 인터넷 익스플로러의 사용률 때문에 쉽사리 ActiveX 관련 문제를 개혁할 생각을 하지 못했으며, 계속되는 문제 제기에도 수수방관하는 자세로만 일관했다. 이러한 문제는 대한민국의 웹 표준 문제와도 직결된다. 그러나 ActiveX를 지원하지 않는 아이폰이 출시됨과 동시에 스마트폰의 수요가 급증하게 되었고, 이는 '모바일 환경에서 웹 접속이 ActiveX 때문에 가로막히고 있다'라는 문제를 필두로 ActiveX 관련 문제를 수면 위로 끌어 올리는 계기가 되었다. 결국 정부는 ActiveX 관련 규제를 수정하고, 이로 인해 어느정도 한국 웹의 고질적 문제였던 ActiveX 관련 문제가 해결되는 전기를 마련하게 되었다. 또한 웹 표준을 지키지 않고 인터넷 익스플로러에서만 정상적으로 작동하던 웹사이트가 상당수던 가운데 사파리라는 새로운 웹 브라우저의 시장 점유율이 급증하면서 웹사이트들의 웹 표준에도 영향을 주었다. 그리고 스마트폰 활성화로 인해 모바일 인터넷 접속자수가 증가하여 모바일 인터넷 전용 홈페이지가 대거 제작되기도 하였고, 결국 정부는 모바일 전용 사이트 기준안 마련에 착수하기도 하였다.

### 그 외
이 외에도 여러 가지 변화가 일어났다. 이전까지는 이동통신사들과, 휴대 전화 제조 업체들이 휴대 전화를 판매한 이후에 해당 기기의 소프트웨어를 업그레이드 해주는 경우가 거의 없었다. 하지만 애플은 구형 아이폰이라도 꾸준히 소프트웨어를 업그레이드 해주었고, 이는 소비자들의 큰 호응을 얻었다. 결국 대한민국 휴대 전화 제조사들도 소프트웨어를 업그레이드 해주게 되었다. 또한 스마트폰 활성화로 인한 모바일 기반의 새로운 애플리케이션 사업 시장 구축, 모바일 전용 소셜 네트워크 서비스 사용 증가 등의 변화를 이끌어냈다. 또한 이전까지 甲(갑)의 위치에 있던 통신사들은 수익성을 고려하여 출시할 휴대전화의 기능과 성능에 대해 제조사들에 지나치다 싶을정도로 간섭을 해왔으나, 애플은 아이폰 출시전까지 모든 스펙을 비밀에 부쳤고, 통신사와 협의를 하지도 않고 출시했기 때문에 통신사들은 이를 수용할 수 밖에 없었다. 이후 다른 제조업체들도 이러한 추세를 이어가 일부 통신사 애플리케이션을 제외하고 휴대전화 제조 간섭을 거의 받지 않게 되었다.
이렇게 아이폰을 도입함으로 인해 대한민국의 IT시장에서 큰 변화가 일게 된 것을 KT측은 목화씨를 들여왔던 문익점에 비유한다.

## 비판과 문제점

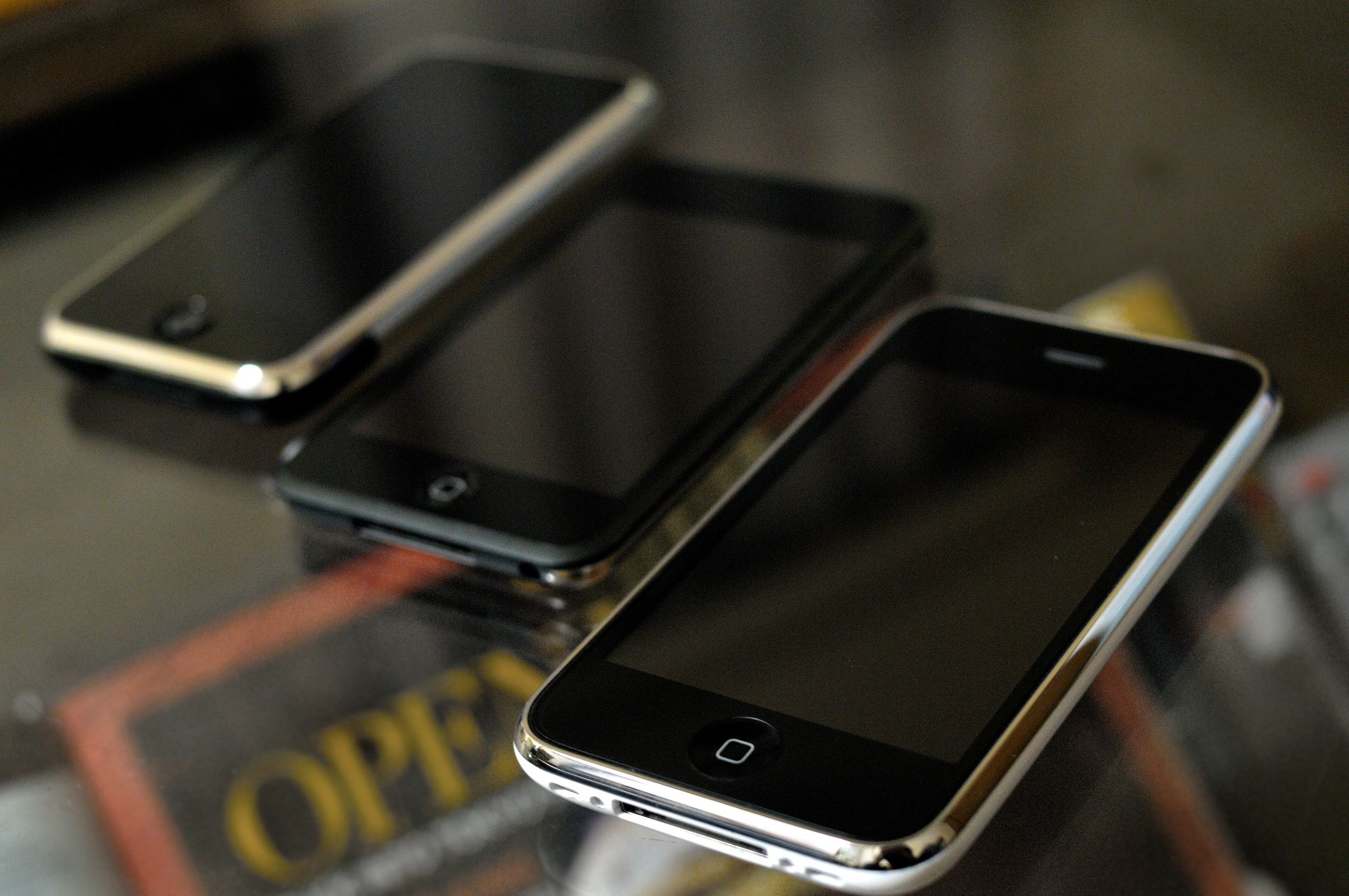
아이팟 터치와 아이폰

아이폰 출시로 인한 비판과 문제점으로는, 카메라 촬영 시 촬영음을 거의 들리지 않게 낮출 수 있기 때문(아이폰4 이후로는 나라에 따라 카메라 셔터음의 조절이 제한되었다, 대한민국 포함)에 몰래 카메라 용도로 이용될 수 있다는 우려와(하지만 이는 자율적 권고 사항으로, 의무는 아니기 때문에 논란이 있다.), 구입한 이후에는 무조건 환불이 불가능하여, '구입 후 14일 이전에 고객의 요청이 있을 경우 환불 가능'하다는 공정위 약관 위반에 대한 비판이 제기되었다.(이 약관은 2011년 3월, SK텔레콤에서 아이폰4가 출시되면서 KT와 경쟁이 붙어 KT는 7일, SK텔레콤은 14일로 변경되었다.) 초기 제품들에서 문자메시지 수발신, 위치 정보 찾기 서비스 오류, 균열 현상 등 여러 부분에서 불량이 발생하여 일부 구입자들이 교환을 요구하는 일이 벌어지기도 하였다. 아이폰에서 공식적으로 지원하지 않는 애플리케이션이나 기능들을 사용하기 위해 아이폰의 운영 체제를 조작하기 위한 탈옥(jailbreak)도 자주 벌어지고 있다. 애플과 KT측에서는 이러한 행위들을 불법이라 주장하며 '오작동이나 고장의 원인이 되고, 이러한 해킹을 시도한 제품은 고객 서비스를 받지 못한다'고 밝혔으나, 미국 법원에서 탈옥 자체는 불법이 아니라고 판결을 내렸다.

### 애플의 리퍼비시 정책
애플의 리퍼비시 정책은 고장난 제품을 수리된 재생제품(refurbished) 혹은 신제품으로 1:1 교환해주는 정책인데, 리퍼비시 정책의 사후 서비스 방식에 대한 혼란도 존재한다. 즉시 교환이 가능하다는 장점이 있지만, 자신이 넣어놓은 데이터를 따로 백업해야 하고, 규정된 교환 횟수가 지나면 보증기간 이내라 하더라도 더 이상 무상 수리가 불가능하기 때문에 소비자들의 불만이 제기되었으며, 한국소비자원 게시판에 제기된 스마트폰 관련 불만 상담건수 총 412건 중에 아이폰 관련 상담이 207건에 달해 한국소비자원이 애플의 고객 서비스 정책에 문제점이 없는지 내부적으로 검토에 들어가기도 하였다. 이러한 서비스 방식에 불만을 갖던 일부 사용자들은 용산의 비공식 수리점에서 아이폰을 수리 받기도 하였다. 애플 측은 이러한 비공식 수리점을 통한 수리를 받은 제품은 리퍼비시 교환이 되지 않는다고 밝혔다. 애플의 리퍼비시 정책은 아이팟 판매 시절부터 전 세계 시장에서 적용되어 왔고, 대한민국에서도 아이팟 제품들에 대해 실시해 왔지만, 휴대 전화로는 처음으로 적용되었다. 이러던 가운데 아이폰4가 출시된 이후인 2010년 9월, 애플코리아측은 A/S 정책을 일부 변경하여 액정과 카메라, 진동모터 등에 대해 리퍼비시 교환이 아닌 수리를 해주겠다고 밝혔다. 이전까지 리퍼비시 교환을 할 경우 29만원에서 최대 70만원의 비용을 내야했으나, 수리를 할 경우 3만 9000원에서 7만 9000원의 수리비용만 지불하면 되기 때문에 부담이 대폭 줄어들게 되었다.

### 대한민국에서의 애플페이 정책
애플은 다른 국가에서 실행하고 있는 애플페이를 대한민국에도 도입하려고 했었다. 하지만, 대한민국에서 활용하는 NFC 단말기과 애플페이를 시용하기 위한 NFC 단말기의 규격은 다르기 때문에 애플페이를 사용하려면 기존과 다른 애플 전용의 단말기를 새로 구매할 필요가 있다. 단말기 가격은 개당 15만원 정도로 애플에서는 이를 카드사에서 부담하기를 원하고, 더해서 결제 금액의 1%의 수수료를 카드사에 요구했다. 하지만 카드사의 입장에서는 삼성페이나 LG페이는 수수료를 받지 않고, 개당 15만원 정도의 단말기를 보급하려면 수천억원의 지출이 있어 애플과의 협상은 실패로 돌어갔다.